# Prionotoma schillingsi
Prionotoma schillingsi är en skalbaggsart som först beskrevs av Auguste Lameere 1903.  Prionotoma schillingsi ingår i släktet Prionotoma och familjen långhorningar.
Artens utbredningsområde är Kenya. Inga underarter finns listade i Catalogue of Life.